# 玛丽-戴尔·奇尔顿
玛丽-戴尔·奇尔顿（英語：Mary-Dell Chilton，1933年2月2日—）是一位美国分子生物学家，是植物基因工程的先驱，2013年获世界粮食奖。